# 시트로엥 DS3
시트로엥 DS3(프랑스어: Citroën DS3)는 프랑스의 자동차 제조사 시트로엥에 의해 제조, 판매되는 소형 SUV이다. 2010년에 C2를 대체하는 후속 차종으로 출시되었다.
DS3 제품군은 DS 4 및 DS 5와 함께 2016년에 페이스리프트되었으며 DS 오토모빌즈와 시트로엥의 분리의 일환으로 시트로엥 배지가 없는 모델로 재출시되었다.

## 개요
시트로엥은 2011년 여름 DS3 라인을 새로운 한정판 모델, 새로운 색상 및 지붕의 새로운 데칼로 개조했다. 새로운 색상은 DS3의 더 큰 형제인 DS4에서 최근에 데뷔한 짙은 갈색 음영인 brun Hickory이다. DS3의 가장 강력한 판매 포인트 중 하나는 고객이 자동차를 주문할 때 차체와 루프 색상, 데칼 등을 혼합하고 일치시켜 자신의 차를 개인화할 수 있는 기능이다. 이 새로운 색상은 사용 가능한 바디 색상의 총량을 10개로 가져옴으로써 이를 돕고 있다.
DS3는 픽시 로트의 노래 "What Do You Take Me For"의 비디오에서 두드러지게 나타난다. 영국 뮤직 비디오에 제품 배치가 된 최초의 자동차이기도 하다.

### DS3 레이싱
DS3는 WRC에도 2011년부터 2016년 시즌까지 출전했다. 2010년까지 출전한 시트로엥 C4를 대체했고, 2017년 시즌부터는 C3으로 변경되었다.

### DS3 페이스리프트

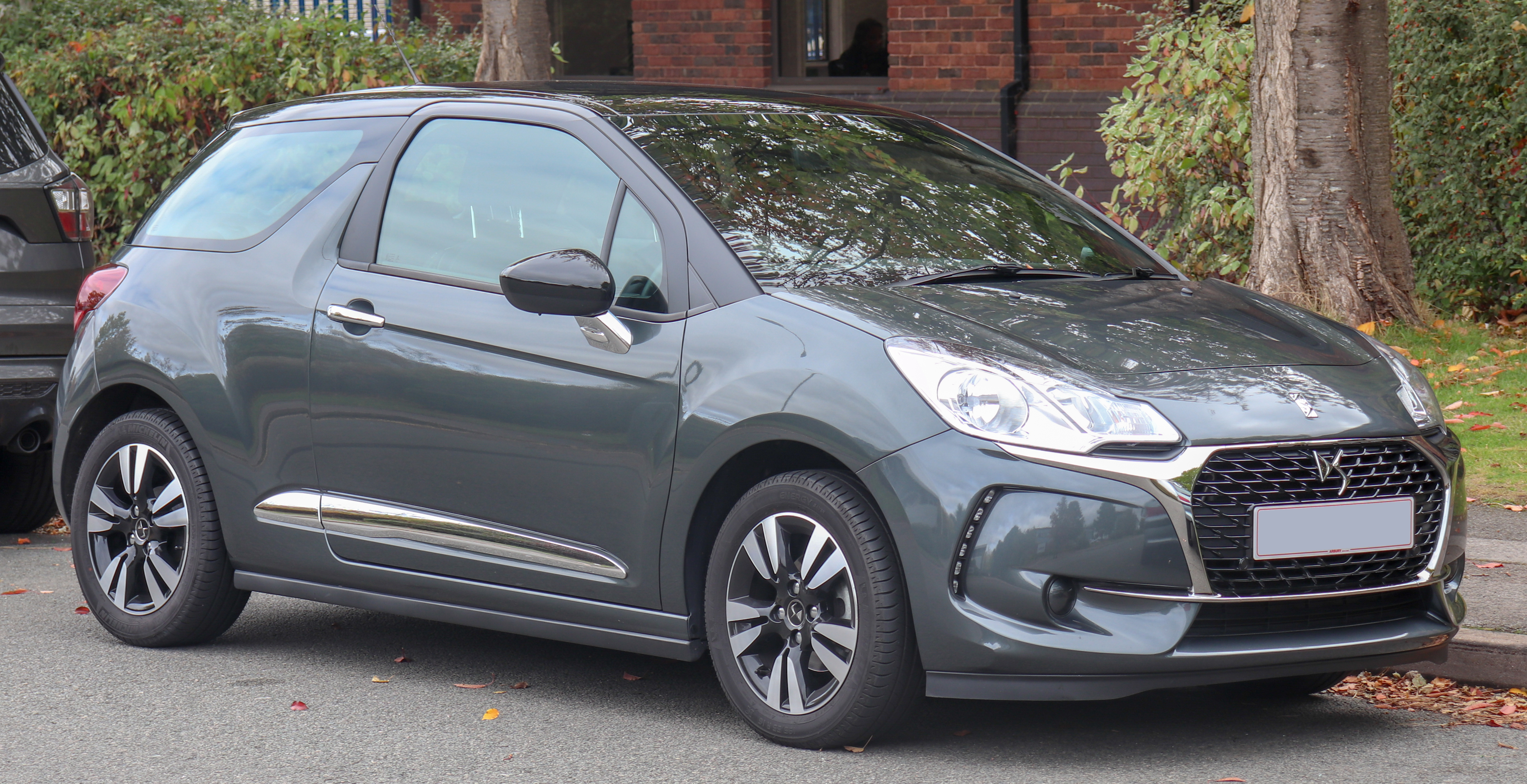
DS 3 2016

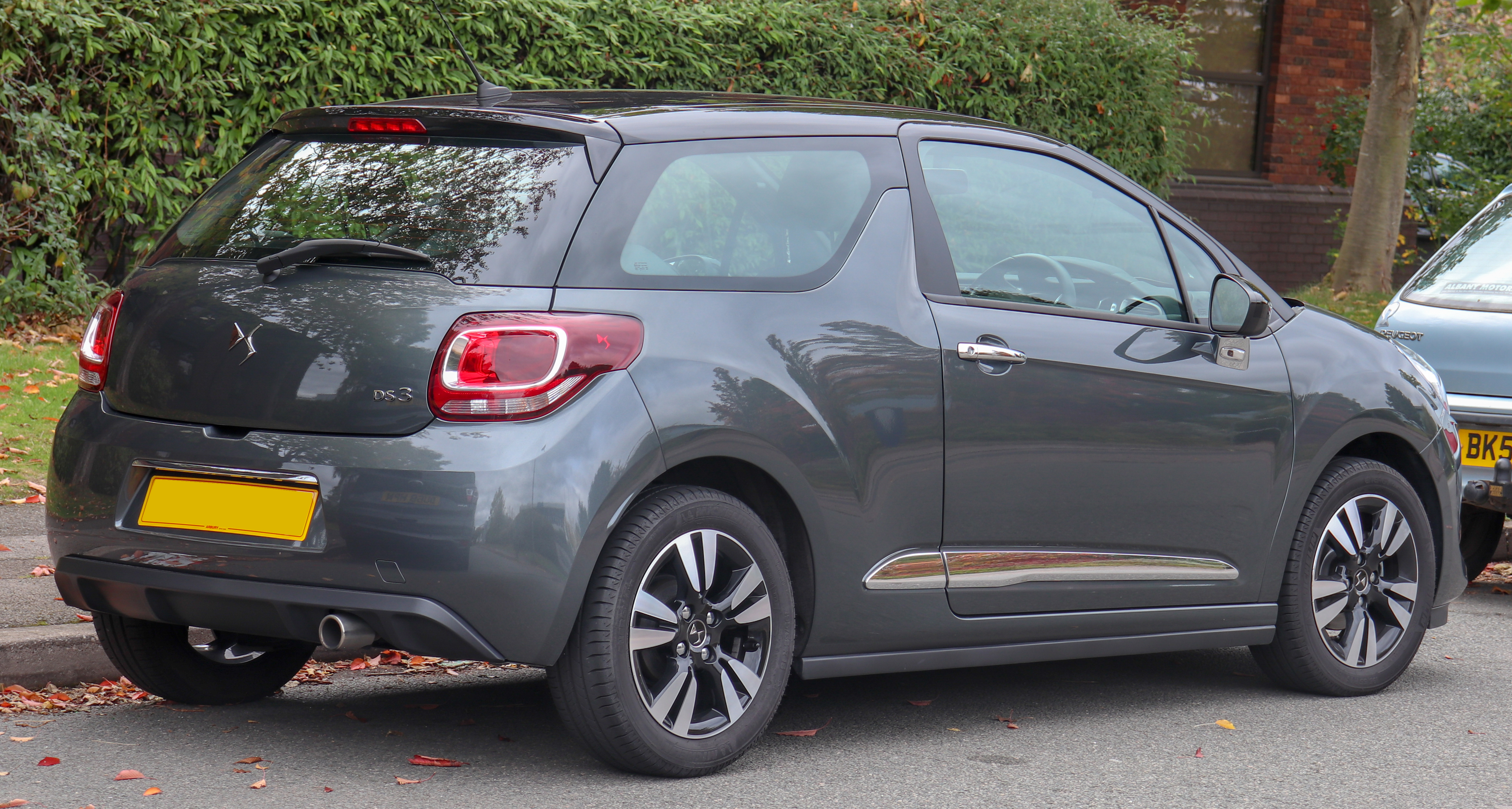
DS 3 2016

2016년 2월, DS 오토모빌즈는 시트로엥에서 독립 브랜드가 되기 위한 분리의 일환으로 페이스리프트된 DS 3를 발표하였다. DS 3 F/L은 그 해의 제네바 모터쇼에서 출시되었다. 변경된 모델에는 시트로엥 배지 대신 DS 배지가 전면 그릴에 두드러지게 표시되었다. 트림 레벨 이름도 DSign, DStyle 및 DSport에서 변경되었으며 Chic, 엘레강스 및 프레스티지로 다시 도입되었고 울트라 프레스티지 모델도 추가됐다.
페이스리프트된 모델은 수정된 전면 및 후면 디자인과 1.2리터 3기통 PureTech 가솔린 엔진(보통 흡기 82마력 및 터보차저 110 및 130마력 변형에서 사용 가능)을 통합한 새로운 범위의 PSA 엔진, 1.6리터 165마력의 THP 터보차저 가솔린 엔진과 100 및 120마력의 1.6리터 BlueHDi 터보 디젤 엔진. 또한 새로운 DS 3 퍼포먼스 모델이 210bhp로 업그레이드된 THP 엔진과 0-100km/h 시간 6.5초로 도입되었다.
2016년 6월 DS는 프랑스 럭셔리 패션 및 향수 회사인 지방시와 제휴하여 DS3 지방시르 메이크업 스페셜 에디션을 출시하였다.총 500대의 지방시 모델이 제작되었으며 메탈릭 퍼플 루프와 도어 미러가 있는 질감이 있는 매트 화이트 바디, 로즈 핑크 대시보드 스트립, 전면 중앙 팔걸이의 메이크업 보관 키트와 같은 독특한 기능을 포함하고 있다. 수동 또는 자동 변속기의 PureTech 110 엔진과 함께 사용할 수 있으며 중급 엘레강스 트림 레벨을 기반으로 한다.
DS 퍼포먼스 라인은 2016년 9월에 출시되어 DS 고객이 기계적 업그레이드 없이 성능 스타일링을 가질 수 있도록 하였으며 유광 블랙 알로이 휠, 대비되는 블랙 루프 컬러, 외부 스트라이프 그래픽 및 내부 컬러 스티칭과 같은 미학을 포함하고 있다.

### 2세대 (2019~현재)
전작의 3도어 해치백에서 5도어 SUV로 완전히 바뀌고, DS 7 크로스백처럼 서브 네임에 '크로스백'이 추가되었다.
DS 3 크로스백은 2018년 9월에 공개됐다. 소형 SUV 스타일로 아우디 Q2, 미니 컨트리맨 등과 경쟁한다. 가솔린 3가지(98마력, 128마력, 152마력), 디젤 2가지(98마력, 128마력), 전기 3가지 파워트레인으로 출시된다.
전기차 버전인 E-Tense는 최고출력 134마력, 최대토크 26.5kg.m을 내며 제로백은 8.7초다. 1회 충전에 WLTP 기준 300km, NEDC 기준 450km를 갈 수 있다. 배터리가 완전 방전됐을 경우 11kW Wall Box를 활용하여 5시간만에 완전 충전이 가능하며 급속충전을 하면 30분에 80% 충전이 가능하다.
그 외에 레이더, 카메라를 이용하여 어댑티브 크루즈 컨트롤, 자동 차선 유지 기능을 제공하는 DS 드라이브 어시스트 시스템(DS Drive Assist system)을 만날 수 있다. 자동 긴급 제동장치, 자동 주차 시스템, DS 스마트 액세스 시스템(MyDS 어플을 활용하여 문을 열고 시동을 거는 기능 등을 제공)역시 있다.
2019년 2월 영국시장 판매가격이 공개됐다. 각각의 시작 가격은 엘레강스(Elegance) £21,550 , 퍼포먼스 라인(Performance Line) £22,950, 프레스티지(Prestige) £24,950, 울트라 프레스티지(Ultra Prestige) £30,950, 런치 에디션(Launch Edition) £32,450이다. #
2019년 서울모터쇼를 통해 대한민국에서 최초로 공개되었으며, 우선 디젤 모델이 2019년 12월 10일에 출시되었다. 가격은 3,945~4,340만원. 전기차 모델인 E-텐스는 2020년 9월에 출시되었다. E-텐스의 경우 원래 2020년 5월경 포뮬러 E 서울 그랑프리에서 함께 공개될 예정이었으나 당시 전세계적인 코로나 팬더믹으로 전세계 스포츠 경기 역시 일시적으로 중단되면서 포뮬러 E 역시 19-20 시즌 일정을 수정할 수밖에 없었고 결국 서울 그랑프리는 취소되면서 공개 일정이 변경될 수밖에 없었다.
한국 사양 한정으로 충돌규제로 인해 콘솔 박스가 안 열리는 것으로 들여왔지만, 오너들의 말에 따르면 출고 차량들 중 일부는 콘솔 박스가 개방 가능한 상태로 출고되는 것도 있다고 한다. 한불모터스 측에서는 오너들에게 차후 리콜을 통해서 콘솔박스를 개방 가능하도록 조치하겠다고 했으나 한 오너가 문의 결과 서비스센터 측에서도 상당히 미온적인 태도로 일관하고 있으며 개방 불가능한 콘솔 박스를 가진 오너들 역시 수입사에서 조치를 해줄 것이라는 사실에 회의적이라서 일부 오너들 중에는 자체적으로 개방해서 사용하는 사람들도 있다. 참고로 네이버 카페 DS 동호회에 DS3 콘솔 박스 개봉 방법에 대한 글이 올라와있으니 콘솔 박스 개봉을 원하는 오너들은 해당 게시글을 참고해서 작업하면 된다.
안드로이드 오토를 사용할 수 있으나 케이블로 연결해야 한다. 이때 반드시 정품 케이블을 연결해야 이용이 가능하다. 만약 삼성 스마트폰 오너라면 한쪽 A타입 다른한쪽 C타입 정품 케이블을 구입하여 본체에 연결하면 된다.
국내 출시 사양은 다음과 같다.
| 엔진형식          | BlueHDi                            |
| 배기량            | 1,499cc                            |
| 연료              | 디젤                               |
| 변속기            | 8단 자동변속기                     |
| 최고출력          | 128마력 / 3,750rpm                 |
| 최대토크          | 30.61kg.m / 1,750rpm               |
| 구동방식          | 앞 엔진 앞바퀴굴림                 |
| 승차인원 / 도어수 | 5인승 / 5도어 SUV                  |
| 길이              | 4,120mm                            |
| 폭                | 1,790mm                            |
| 높이              | 1,535mm                            |
| 휠베이스          | 2,560mm                            |
| 공차중량          | 1,660kg                            |
| 연료탱크용량      | 41리터                             |
| 연비              | 15.6km/ℓ                           |
| 브레이크(앞)      | V디스크                            |
| 브레이크(뒤)      | 디스크                             |
| 서스펜션(앞)      | 맥퍼슨 스트럿                      |
| 서스펜션(뒤)      | 멀티암                             |
| 휠(앞)            | 215/65 R16, 215/60 R17, 215/55 R18 |
| 휠(뒤)            | 215/65 R16, 215/60 R17, 215/55 R18 |

#### 페이스리프트
2022년 6월 초, 위장막을 쓰고 테스트중인 부분변경 모델의 모습이 포착됐다. 전면부만 가려진 것으로 봐서 헤드램프, 그릴, LED 주간주행등의 디자인이 변경될 것으로 보인다. 전면부 헤드램프에는 3개의 정육면체형 LED 전구가 들어가며 주간주행등은 DS 4와 같이 ㄴ자 모양으로 변경됨과 동시에 그릴 모양에도 변화가 있을 것으로 예상된다. 허나 나머지 부분에서 큰 변화는 없을 것으로 보인다. 해외 매체들은 부분변경 모델의 공개 시점을 2023년 쯤으로 예상하고 있다. # # DS 7 크로스백이 페이스리프트되면서 '크로스백' 명칭을 뺀 것처럼, DS 3도 '크로스백'이라는 명칭을 뺄 것이 예상된다.
그리고 2022년 9월 26일, 드디어 페이스리프트 모델이 공개됐다. DS7이 그랬던 것처럼 크로스백 명칭을 빼버렸다. 동일한 테두리 안에 3개의 정육면체 모듈이 들어간 모양으로 달라진 헤드램프[3], DS4, DS7 부분변경 모델과 비슷하게 수직 이중실선 모양으로 달라진 주간주행등 변화, 크롬 장식이 줄어들고 형상이 약간 달라진 프론트 그릴, 새로운 휠 디자인, 리어램프 사이 DS AUTOMOBILES 레터링이 추가된 것을 제외하면 기존과 거의 동일하다. 색상은 Diva Red, Lacquered Grey, Crystal Pearl, Platinum Grey, Artense Grey, Perla Nera Black, Polar White를 선택할 수 있다. 지붕 색깔은 검은색 또는 회색 중 하나를 고를 수 있다.
실내는 일부 소재가 달라진 것을 제외하면 동일하나, 인포테인먼트 시스템이 개선되었다.[4] 무선 스마트폰 미러링 기능, 40개 정도의 언어를 인식하는 개선된 음성인식 시스템 등을 갖췄다. MyDS 어플을 통해 원격조종 기능을 활용할 수 있다. 옵션으로 12개의 포칼 사운드 시스템을 고를 수 있다.
차선유지보조시스템, 도로표지판인식시스템, 액티브 세이프티 브레이크를 기본으로 갖췄으며 옵션으로 360도 카메라, 도로표지판인식시스템(기능 추가), 레벨 2 수준의 DS 드라이브 어시스트(능동형 크루즈 컨트롤과 차선유지보조시스템이 결합됨)가 제공된다.
전기차 버전인 DS3 E-텐스의 경우 기존 50kWh 배터리가 54 kWh로 업그레이드되었고 액체 순환 시스템을 통한 열 관리 시스템, 히트펌프 시스템이 적용되어 충전속도가 빨라졌으며 완충시 주행거리와 배터리 수명이 향상됐다고 한다. 80%까지 급속충전은 25분만에 가능하며 5시간만에 완전충전이 가능하다. 완충시 주행거리가 WLTP 기준 341km(복합)에서 402km(복합)으로 향상됐다. 최고출력도 새로운 400볼트 전기모터 덕분에 기존 136마력에서 156마력으로 향상됐으나 토크는 260Nm으로 동일하다. 내연기관의 경우 가솔린(100마력 6단 수동변속기, 130마력 8단 자동변속기), 디젤(130마력 자동변속기)를 고를 수 있다. 프랑스 기준 파워트레인별 가격은 다음과 같다.
| 파워트레인          | 시작가격 |
| DS3 가솔린 100 수동 | €30,100  |
| DS3 가솔린 130 자동 | €33,100  |
| DS3 디젤 130 자동   | €34,700  |
| DS3 E-텐스          | €41,700  |

트림은 바스티유(기본), 퍼포먼스 라인, 퍼포먼스 라인 플러스, 리볼리, 오페라 순으로 높아진다. 프랑스 현지에서는 2022년 9월 27일부터 171개 DS 매장과 온라인에서 주문이 가능하다. 생산은 프랑스의 Poissy 공장에서 이뤄진다. 스텔란티스 미디어 사이트 카스쿱스
일본시장에는 2023년 5월 23일에 공개되며 판매가 시작되었다. #
2023년 7월 말에는 DS3 E-텐스의 스파이샷이 포착되었는데 이미 판매중인 모델임에도 이 테스트카가 눈길을 끈 점은 기존 양산차보다 더욱 큰 20인치 휠에 더욱 큰 브레이크를 장착했기 때문. 그래서 고성능 버전을 테스트하고 있는 것이 아니냐는 추측이 있다.

## 협찬
Mnet 보이스 코리아 시즌 2에 협찬 차량으로 등장하였다.